# Шаман (фильм)
«Шаман» — российский фильм в жанре хоррор, премьера которого состоялась 6 декабря 2024 года на кинофестивале «Зимний». В широкий российский прокат вышел 16 января 2025 года.

## Сюжет
Старик-шаман просит духов отпустить его, так как он всю жизнь служил людям, требующим исполнить их желания — часто грубые, ничтожные и причиняющие зло другим. Шаман разочаровался в людях. Но за всё нужно платить — как людям, жаждущих денег и славы, так и шаману, который просто вынужден быть проводником между миром людей и миром духов.

## Восприятие
Валерий Кичин из «Российской газеты» оценил фильм низко и отметил, что «насчёт хоррора слегка погорячились» и что это «скорее психологический этюд схематизированный до уровня немудрённой притчи», а также что «фильм чрезвычайно экономен в средствах». Под конец он заявил, что «сколько-нибудь внятную логику в этом смешении времён, жанров и стилей найти так и не удалось». Вадим Богданов (InterMedia) резюмировал: «Зимняя Хакасия в кадре, конечно, неописуемо красивая, но вот для красноречивой характеристики самого фильма достаточно процитировать главного героя: „Ни в одном языке нет слов, чтобы описать эти муки“».

## Прокат
Фильм вышел в прокат в России 16 января 2025 года и в общей сложности собрал за два месяца около 7,7 млн рублей.